# Фіалка лісова
Фіа́лка лісова́ (Viola reichenbachiana) — багаторічна рослина родини фіалкових, близько споріднена із фіалкою Рівіна. Низька напіврозеткова рослина із бузково-фіолетовими квітами без запаху. Поширена в Європі та деяких регіонах Африки та Азії. Зростає у трав'яному покриві тінистих лісів. Регіонально рідкісний вид, узятий під охорону в Естонії та Фінляндії. Декоративна рослина, яку інколи використовують як їстівну та лікарську.

## Назва
В Словнику українських наукових і народних назв судинних рослин для цього виду зареєстровані наступні синоніми:
1. фія́лка лісова́ — питомо українська назва цієї рослини, яку Ю. Кобів пропонує як основну. Втім, через русифікацію української мови у XX столітті м'яке «я» в родовому епітеті трансформувалося в «а» і назва «фіалка лісова» наразі поширеніша;
2. фіа́лка Рейхенба́ха — науковий синонім, що є дослівним перекладом латинської назви. Цю назву фіалка лісова отримала на честь німецького ботаніка Людвіга Райхенбаха (за старими правописними вимогами його прізвище писалося як Рейхенбах);
3. брато́к лісови́й — народний синонім, в якому відтворена застосовувана й до інших видів фіалок форма «браток», «братки́», «бра́тики»;
4. пі́дліска, про́ліски борові́ — у цих назвах, так само як і у видових епітетах попередніх, відтворена екологічна приуроченість цієї рослини до лісів, де вона трапляється у трав'яному покриві. Разом з тим назва «підліска» часто застосовується й до інших видів фіалок, а народну назву «проліски» в цьому випадку не слід плутати із науковою назвою роду Проліска, приналежного до геть іншої ботанічної родини;
5. золоту́шник, серде́чник — ці назви вказують на хвороби, які у народній медицині намагалися лікувати за допомогою фіалки лісової;
6. череви́чки зозу́лині — походження цієї назви невідоме, однак слід враховувати, що її застосовують і до багатьох інших неспоріднених рослин[1].

## Опис

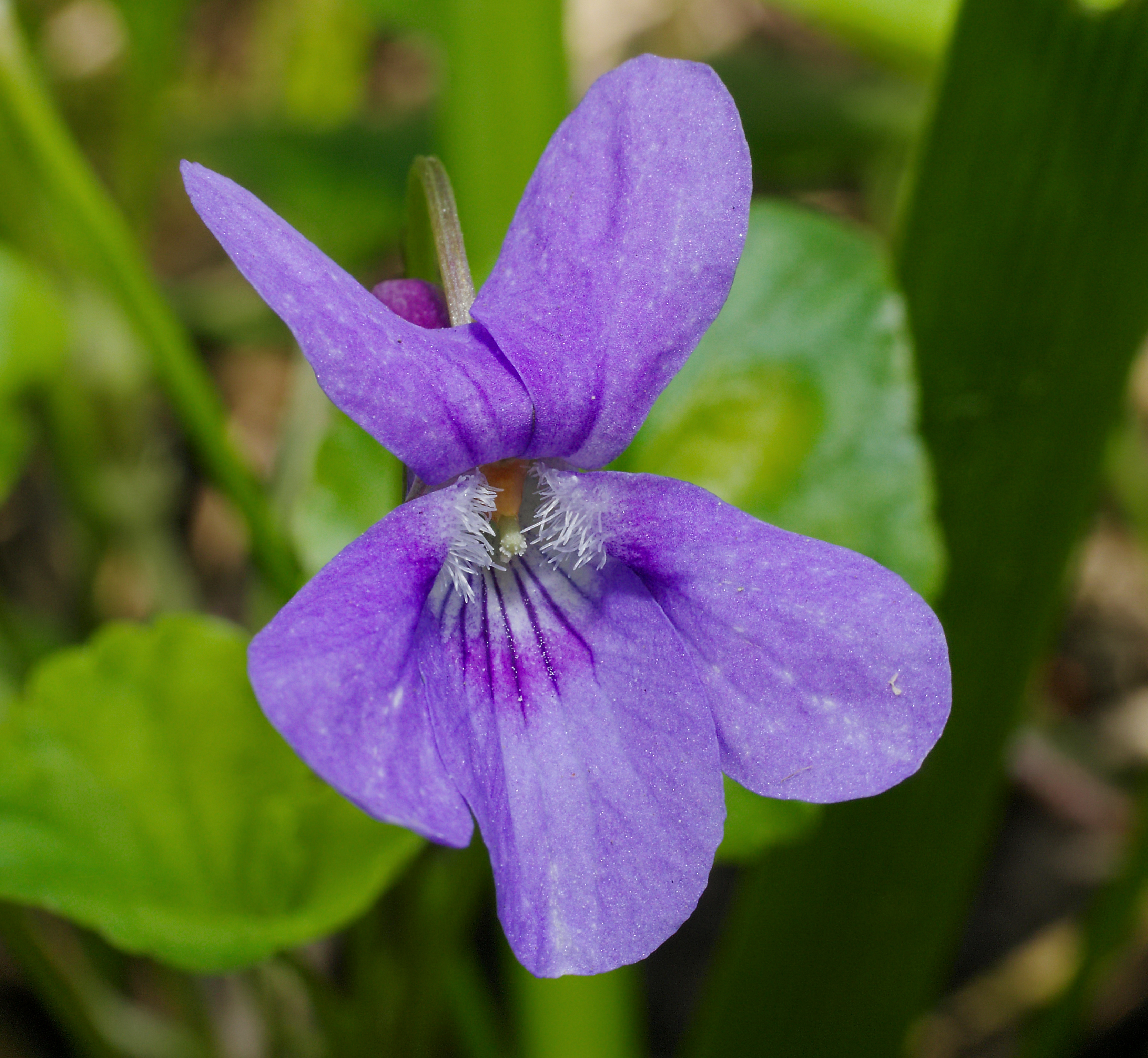
Вигляд спереду квітки у повному розквіті.

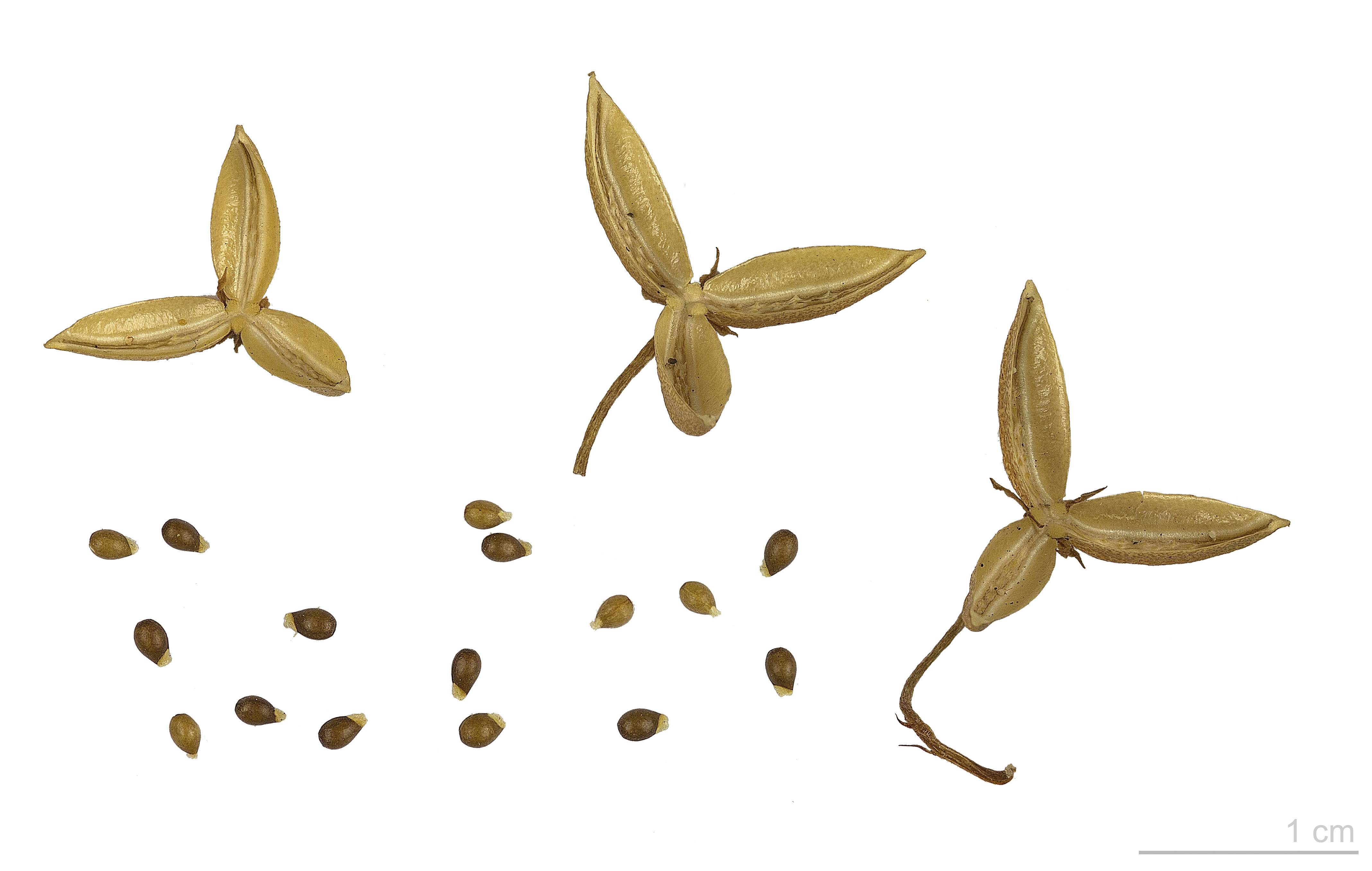
Плоди і насіння, на якому можна побачити дрібні елайосоми світлішого кольору.

Багаторічна трав'яниста рослина, що під час цвітіння має висоту (4) 5—15 см, а при плодоношенні сягає 25 —30 см заввишки. Гемікриптофіт. Зазвичай цей вид є листопадним, однак інколи розетка листків зимує зеленою.
Кореневище лускате, коротке, вертикальне, слабко розгалужене, утворює дернинки. Стебла нечисленні, прямостоячі або висхідні, голі, в нижній частині червонуваті, виходять із пазух розеткових листків. Середні міжвузля довші за інші. Прості листки завдовжки 1—7 см та завширшки 0,8—5 см бувають двох типів: нижні зібрані в розетку і мають голі черешки завдовжки 2—5 см, стеблові — чергові та мають голі черешки завдовжки 0,5—3 см. Листкові пластинки формою від яйцеподібних до широкояйцеподібних (майже круглих), із серцеподібною основою, що може бути вирізана слабко чи дуже сильно, більш-менш глибокою, часто (особливо у нижніх листків) вузькою пазухою, мають городчасті краї, гострі чи загострені кінці, вкриті короткими жорсткими волосками, рідше — голі, темно-зеленого кольору, інколи із бузковим відтінком. Листкові пластинки листків, розташованих у верхній половині або чверті стебла, мають дещо прямі або трохи опуклі краї, що сходяться під прямим чи гострим кутом. Прилистки завдовжки 6-8 мм лінійно-ланцетні або лінійно-шилоподібні, по краю вкриті густими і довгими гребінчастими війками, зрідка бувають майже цілокраїми. Нижні лускоподібні прилистки зростаються попарно і мають бурий колір, інші — вільні, здебільшого буруваті і лише найвищі зеленкуваті.
Квітконіжки виходять з пазух листків, але довші за них, тонкі, голі, у верхній частині зігнуті й несуть по два шилоподібних чи лінійних, цілокраїх, загострених приквітка, кожен завдовжки 2—3 мм та завширшки 0,5—1 мм. Квітки завдовжки 1,5—2,2 см поодинокі, зигоморфні, двостатеві, без запаху. Чашолистки завдовжки 5—8 мм, завширшки 1,5—2,5 мм, вузьколанцетні чи ланцетно-шилоподібні, цілокраї, гострі, голі, нижні — з невеличкими придатками завдовжки до 1 мм, верхні — без придатків або з малорозвинутими придатками. Пелюсток п'ять, вони сягають 5—10 мм завдовжки та 2,5—3 мм завширшки, формою вузькооберненояйцеподібні, із клиноподібною основою, тупі, голі, пурпурово-бузкового кольору із білуватою основою, на трьох нижніх пелюстках помітні фіолетові риски на білому тлі. Дві верхні пелюстки спрямовані вверх і вбоки, розходяться під відносно великим кутом; нижні, навпаки, зближені, причому бічні коротші за центральну, до того ж, бічні пелюстки у зіві борідчасті. Пурпурово-фіолетовий шпорець 5—7 мм завдовжки, тонкий, циліндричний, спрямований прямо або вниз, має заокруглену верхівку без виїмки. Тичинок п'ять. Стовпчик на верхівці із сосочками, з дещо видовженим горизонтальним дзьобиком.
Плоди — голі коробочки блідо-коричневого кольору, що складаються з трьох видовжено-яйцеподібних, гострих, гранчастих камер. Довжина плоду сягає 6—9 мм, ширина становить близько 4 мм. Насінини завдовжки близько 2 мм, завширшки близько 1,5 мм, яйцеподібні, коричневі або жовтуваті, мають придатки світлішого кольору — елайосоми.
Число хромосом 2n = 20.

## Поширення
Ареал фіалки лісової осяжний — він охоплює більшу частину Європи за винятком найпівнічніших та найсхідніших частин цього субконтиненту. На півночі межа ареалу проходить через континентальну частину Данії, південь Швеції, Фінляндію, на сході — через балтійські країни, Україну та Молдову, на півдні — через Грецію, східну частину Італії, Корсику та Іспанію, на заході — через Британські острови. Крім того, існують великі ексклави за межами Європи. Так, ця рослина знайдена у Північній Африці, де вона, зокрема, зростає на теренах Марокко й Алжиру; у Малій Азії, на Кавказі, в Пакистані, Гімалайських горах та на Канарських островах.
В Україні її ареал складається з двох частин: перша охоплює Карпати та Прикарпаття, правобережну частину Полісся та українського лісостепу; друга — гірські райони Кримського півострова.

## Екологія
Рослина помірно морозостійка, здатна переносити морози до —15 °C, але у північній частині середньої смуги зимує під укриттям. Фіалка лісова — тінелюбний і вологолюбний вид, що зростає як на неосвітлених ділянках, так і у напівзатінку. Віддає перевагу помірно родючим глинистим (рідше — піщаним) ґрунтам з істотною домішкою гумусу, нейтральним чи слабокислим (pH 6—7). Добре реагує на підвищений вміст кальцію. Зростає у трав'яному покриві негустих широколистяних, рідше — сосново-широколистяних чи хвойних лісів. У горах трапляється лише у нижньому поясі.
Розмножується насінням. Квітне у різних частинах ареалу з кінця березня по червень включно, але в межах однієї кліматичної зони не довше місяця. Іноді спостерігають повторне цвітіння у серпні—вересні. Запилення виконують переважно бджоли. У природі фіалка лісова утворює гібриди із фіалкою дивовижною, білою, собачою, гірською, високою, низькою, персиколистою, каменелюбною, Рівіна, причому від схрещування з останнім видом утворився новий — Viola × bavarica.
Як і в інших видів фіалок, у розповсюдженні насіння цієї рослини велику роль відіграють мурахи, яких приваблюють їстівні придатки-елайосоми на насінинах. Збираючи насіння, комахи розносять його по своїх стежках, по дорозі з'їдають придатки, а самі насінини викидають на відстані від материнської рослини. Таке явище називають мірмекохорією.

## Значення і статус виду
Фіалку лісову інколи вирощують у садках як декоративну рослину. Висаджують її під деревами, у тінистих та напівтінистих місцях, де вона створює однорідний покрив. У культурі її висівають восени, а навесні розсаду пересаджують на постійне місце.
Молоді листки та квіткові бруньки цього виду можна споживати у сирому чи переробленому вигляді. Зазвичай їх додають у салати чи в супи. Однак, споживання у великій кількості рослин, що вже мають пожовклі квітки, може викликати пронос. Крім того, листки фіалки лісової іноді використовують як сурогат чаю.
У народній медицині траву цієї рослини застосовують для лікування хвороб дихальних шляхів, в тому числі й туберкульозу. Раніше фіалкою лісовою намагалися лікувати навіть холеру. Зовнішньо листки цієї рослини прикладають до ран, укусів комах.
На північно-східному кордоні ареалу, у Фінляндії та Естонії, фіалка лісова стала рідкісною, зокрема, вона швидко зникає на Аландських островах, тому у цих двох країнах узята під охорону. Головною загрозою для виду у цих регіонах є вирубування лісів. Разом з тим, чисельність цієї рослини на Аландських островах може бути дещо більшою, ніж зазначається, оскільки цей вид доволі важко відрізнити від схожої фіалки Рівіна, яка також росте у цій місцевості.

## Таксономія
Згідно Словника українських наукових і народних назв судинних рослин та сайту The Plant List для цього виду зареєстрований тільки один латинський синонім — Viola sylvestris Lam. pro parte.